# PIC
PIC är en familj av mikrokontroller-kretsar som är tillverkade av företaget Microchip Technology. 

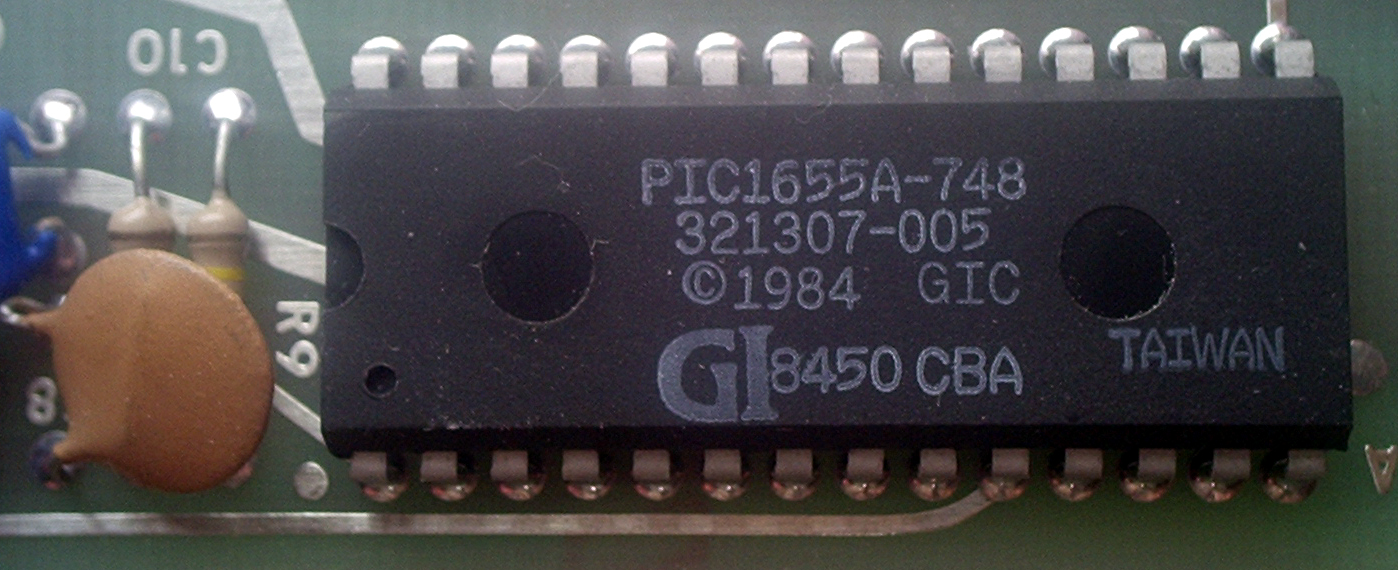
PIC 1655A från 1984.

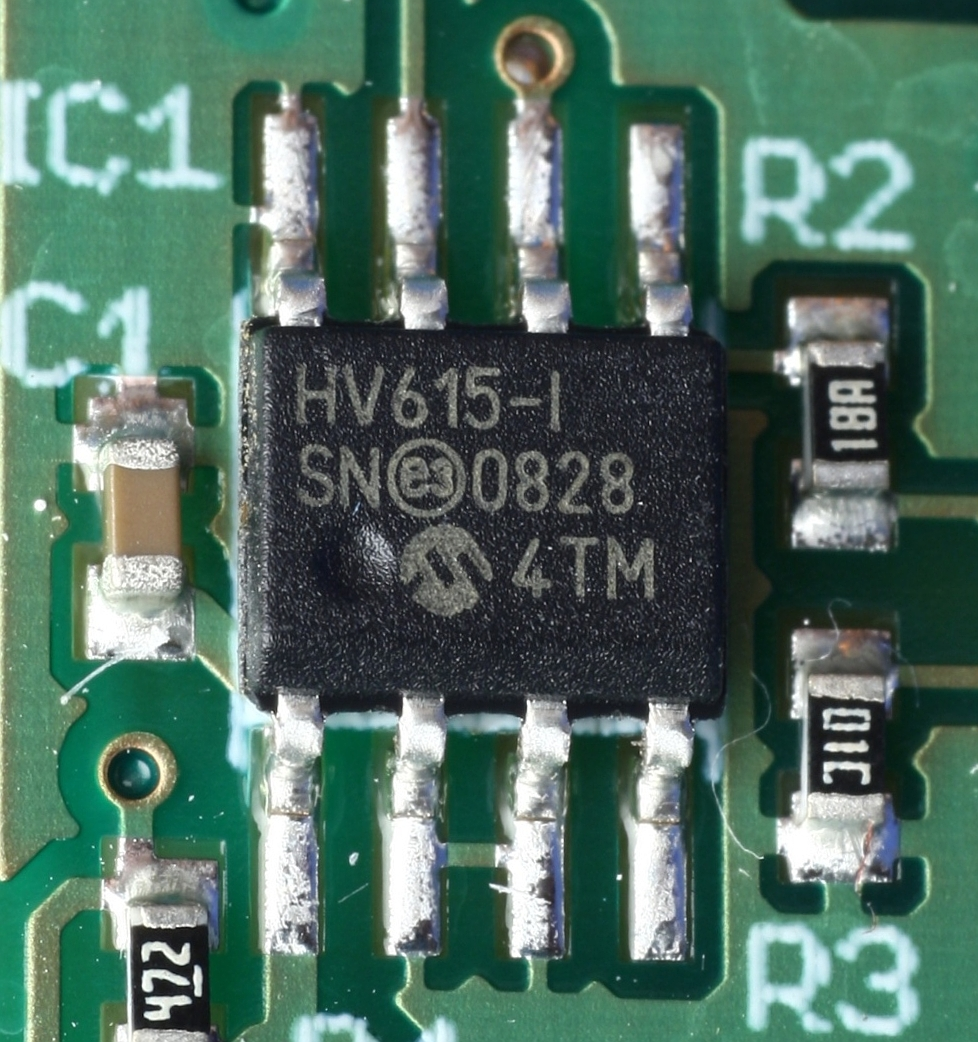
Microchip PIC 12HV615

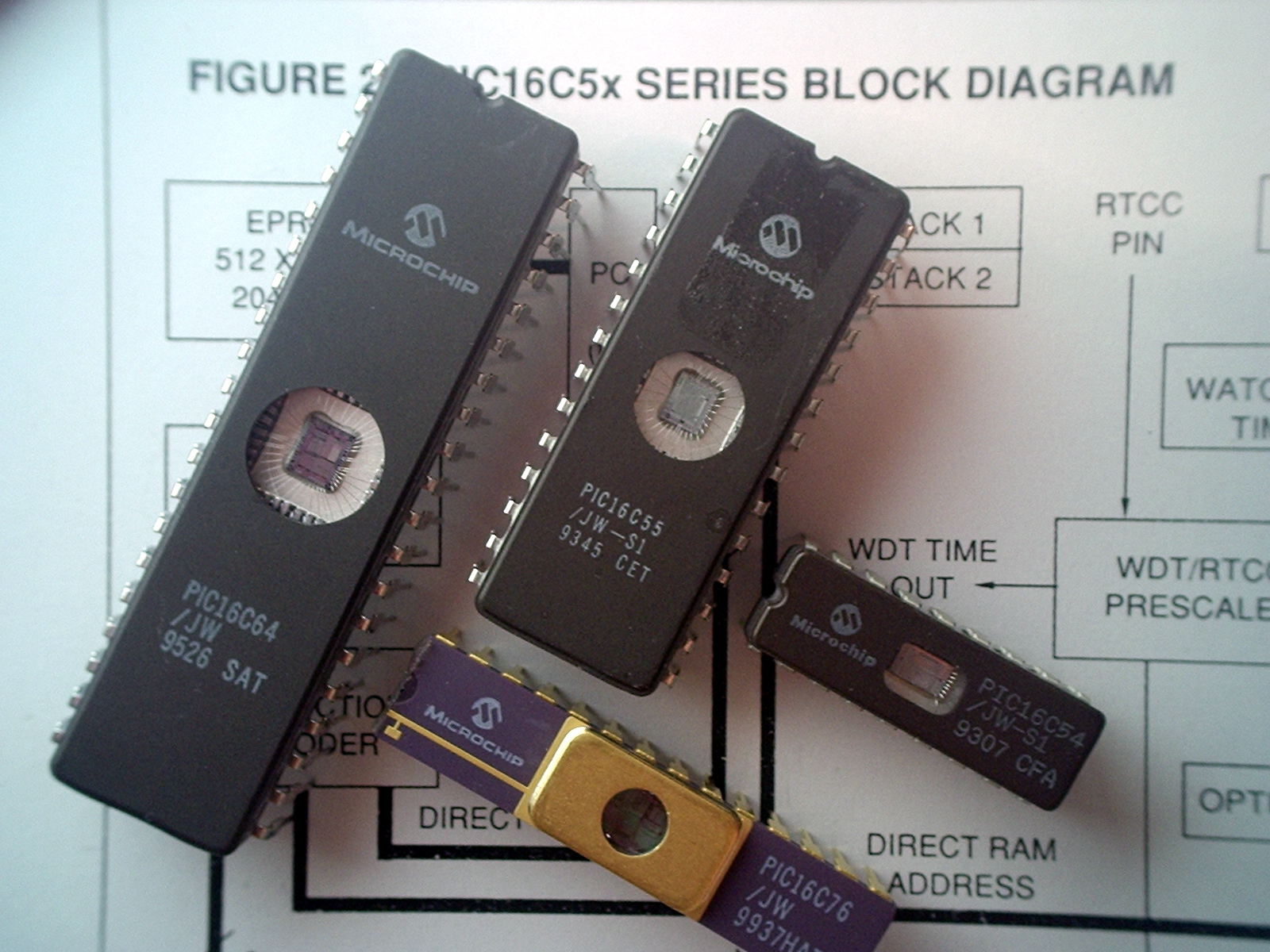
Modeller med UV-raderbar EPROM.

1985 knoppades Microchip av från GI, och lade ner i princip alla produkter utom PIC-serien, vilken istället utrustades med mer minne och EPROM.

## Historik
Ursprungligen baserar sig PIC-kretsarna på företaget General Instruments krets PIC 1650. PIC antogs ursprungligen som vara ett akronym för Peripheral Interface Controller som varumärke för sin processorfamilj. Ursprunget var 8-bits processorerna, men idag finns det en uppsjö av specialiserade PIC-processorer i olika storlekar från enkla 8-bitas processorer i små kapslar till DSP och 32-bitars komponenter i 100-pinnars kapslar. 

## Arkitekturer 8-bits
Av 8-bitars PIC finns det två grundarkitekturer: "Mid-Range core" (14-bits) samt "Baseline Architecture" (12-bits). Problemet är att man inte direkt av de första siffrorna kan avgöra vilken kärna som används utan detta måste man ge akt på för varje enskild komponent. På senare år har även två nyare kärnor tillkommit och det är "Enhanced Mid-Range Architecture" (14-bits) och den helt omarbetade "PIC18 Architecture" (16-bits) vilken har många fler instruktioner. Observera att 16-bitsinstruktioner inte innebär att det är en 16-bitsprocessor! Traditionella Pic (12 och 14-bits) har en 8-bitsdel och resterande fyra eller sex bitar är själva instruktionen. PIC18-arkitekturen däremot har programminnet uppdelat i två byte per instruktion.

## Exempel på specialhårdvara som finns i moderna PIC-processorer
- UART (för kommunikation med andra datorer)
- AD-omvandlare (analog till digital omvandlare)
- Spänningskomparatorer
- Pulsbreddsmoduleringsregister (PWM, används för varierande utgångssignal)
- I2C och SPI-bussar
- EEPROM-minne (minne)
- USB
- Intern Shunt regulator (för att slippa spänningsregulator i små system)

## Vanligt förekommande PIC:ar
- PIC16F84
- PIC16F84A (kompatibel 20 MHz-version)
- PIC16F876A
- PIC16F628 (18 ben, 16 I/O-pinnar )
- PIC12F629/675 (8 ben, 6 I/O-pinnar )